# Amplinus klugii
Amplinus klugii är en mångfotingart som först beskrevs av Brandt 1839.  Amplinus klugii ingår i släktet Amplinus och familjen Aphelidesmidae. Inga underarter finns listade i Catalogue of Life.